# Degersjön (Umeå socken, Västerbotten, 708540-170727)
Degersjön är en sjö i Umeå kommun i Västerbotten och ingår i Umeälven-Hörnåns kustområde. Sjön är 6 meter djup, har en yta på 0,26 kvadratkilometer och är belägen 107,2 meter över havet.

## Delavrinningsområde
Degersjön ingår i det delavrinningsområde (708335-170652) som SMHI kallar för Utloppet av Bjännsjön. Medelhöjden är 100 meter över havet och ytan är 14,44 kvadratkilometer. Räknas de 5 avrinningsområdena uppströms in blir den ackumulerade arean 23,23 kvadratkilometer. Avrinningsområdets utflöde Norrmjöleån mynnar i havet. Avrinningsområdet består mestadels av skog (53 procent) och öppen mark (11 procent). Avrinningsområdet har 3,04 kvadratkilometer vattenytor vilket ger det en sjöprocent på 21,1 procent.